# Грамматовые
Грамматовые (лат. Grammatidae) — семейство лучепёрых рыб. Ранее включали в состав отряда окунеобразных (Perciformes), с 2016 года рассматривают как incertae sedis в составе подсерии Ovalentaria. Распространены в тропических водах западной части Атлантического океана. В состав семейства включают 2 современных рода и 18 видов.
Ярко окрашенные морские рыбы, популярные в морской аквариумистике. Максимальная длина тела представителей семейства не превышает 10 см.

## Описание
Тело вытянутое, сжато с боков, покрыто ктеноидной чешуёй. Глаза большие и смещены вперёд. Рот конечный. Рыло короткое. Зубы на челюстях, сошнике и нёбе преимущественно ворсинкообразные, по бокам или на симфизе клыкообразные. Предкрышка с зазубренными краями или гладкая. На жаберной крышке 2 или менее плоских коротких шипов. На первой жаберной дуге 12— 35 длинных жаберных тычинок. В жаберной перепонке 6 лучей.Один спинной плавник с 11—14 жёсткими и 6—10 мягкими лучами. Анальный плавник длинный с 3 жёсткими и 6—10 мягкими лучами. Хвостовой плавник закруглённый или с выраженной выемкой вплоть до серпообразного, иногда с укороченной нижней лопастью. Грудные плавники закруглённые с 14—19 мягкими лучами. В брюшных плавниках 1 колючий и 5 мягких ветвистых лучей. Первый мягкий луч брюшных плавников удлинённый, иногда очень длинный и может достигать у некоторых видов окончания основания анального плавника. Боковая линия прерывистая или отсутствует.

## Биология
Обитают на коралловых рифах или вблизи скалистых уступов и обрывов на глубине от нескольких метров до 350 м. Образуют небольшие группы. Питаются планктоном. Некоторые виды являются чистильщиками крупных рыб от эктопаразитов.

## Классификация
В составе семейства выделяют два рода:
- Gramma — Граммы (род) — 5 видов. Вест-Индия
- Lipogramma — 13 видов. Западная Атлантика